# Buntes Vergissmeinnicht
Das Bunte Vergissmeinnicht (Myosotis discolor), auch Gelbes Vergissmeinnicht genannt, ist eine Pflanzenart innerhalb der Familie der Raublattgewächse (Boraginaceae).

## Beschreibung

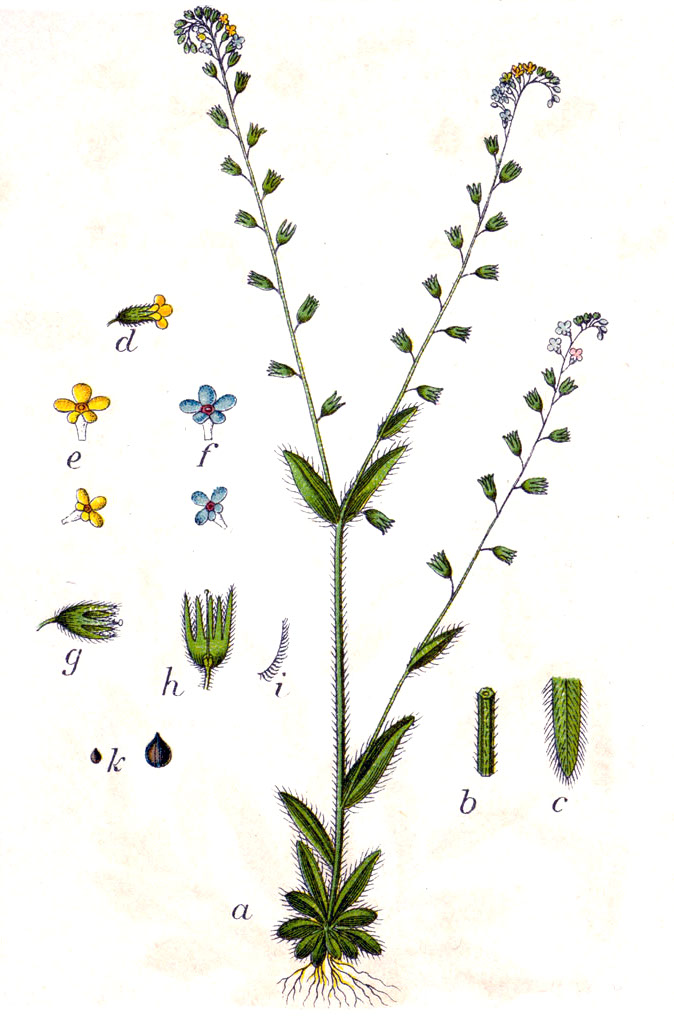
Illustration aus Sturm

### Erscheinungsbild und Blatt
Das Bunte Vergissmeinnicht wächst als einjährige krautige Pflanze und erreicht Wuchshöhen von 10 bis 30 Zentimetern. Sie ist meist mit mehreren Stängeln versehen, die am Grund abstehend, oben anliegend behaart sind. Die Laubblätter sind schmal elliptisch-spatelig mit zugespitztem oberem Ende. Die Haare der Laubblätter besitzen eine gerade Spitze. Die unteren Laubblätter sind stielartig verschmälert und rosettig angeordnet.

### Generative Merkmale
Die Blütezeit reicht von April bis Juni. Die Blüten sitzen in verlängerten Wickeln. Die zwittrigen Blüten sind bei einem Durchmesser von 1,5 bis 2,5 Millimetern radiärsymmetrisch mit doppelter Blütenhülle. Das Bunte Vergissmeinnicht lässt sich verhältnismäßig leicht von anderen Myosotis-Arten unterscheiden, da die Blüten an einem Pflanzenexemplar meist unterschiedlich gefärbt sind: Anfangs besitzen sie einen gelben Saum und eine etwa 2 mm lange Röhre, dann werden sie rötlich und zuletzt blauviolett mit einer Röhre von doppelter Länge. Die Blütezeit ist April bis Juni.
Die Fruchtstiele sind fast waagerecht oder aufrecht abstehend, höchstens halb so lang wie der Kelch und besitzen keine Tragblätter. Die Nüsschen sind eiförmig und abgeflacht, etwa 0,75 Millimeter lang, scharf zweikantig und glänzend schwarzbraun.
Die Chromosomenzahl beträgt 2n = 72, seltener 24.

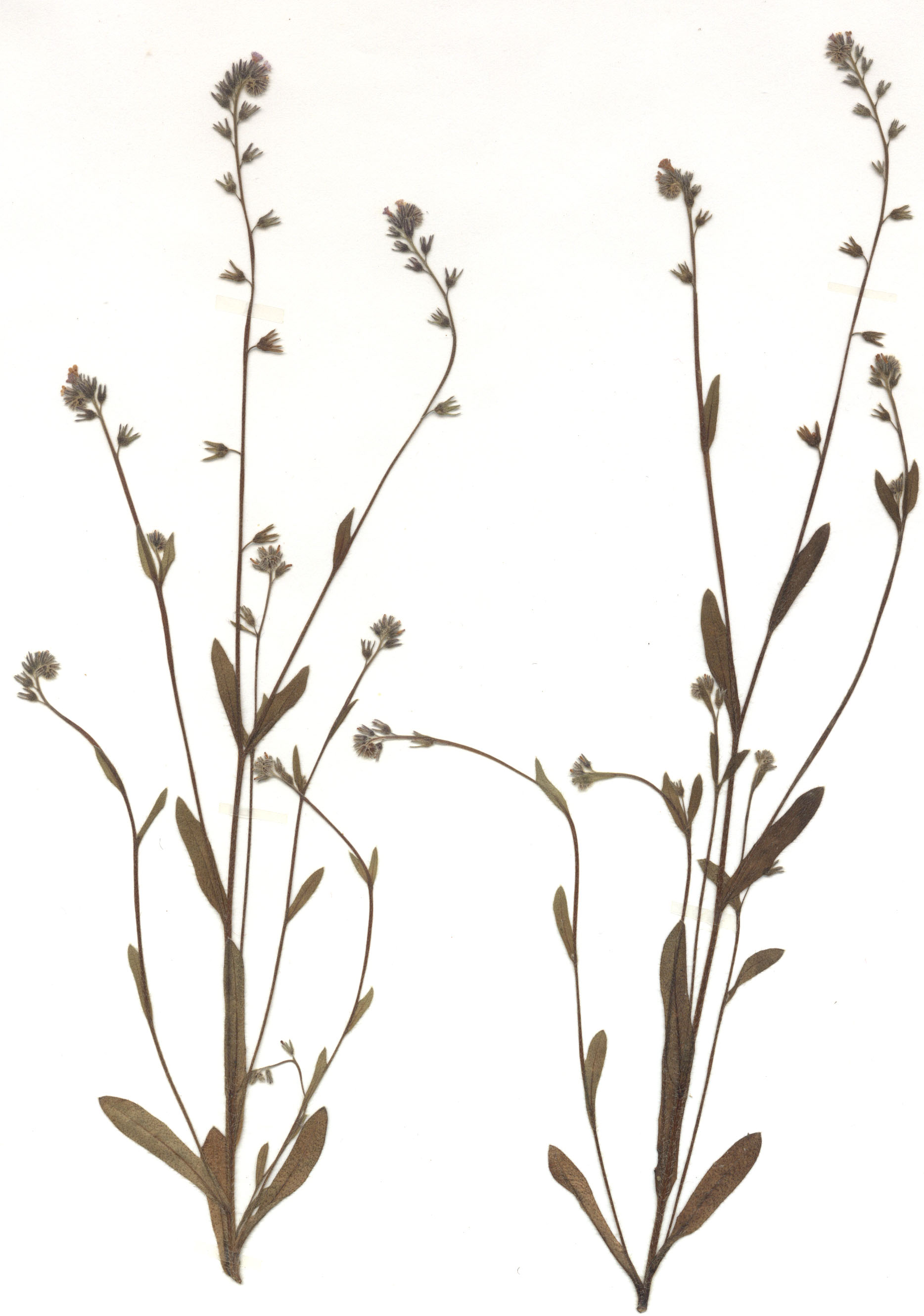
Herbarbeleg – Diese Art sollte wegen ihrer teilweisen Seltenheit und allgemeinen Gefährdung nicht gesammelt werden!

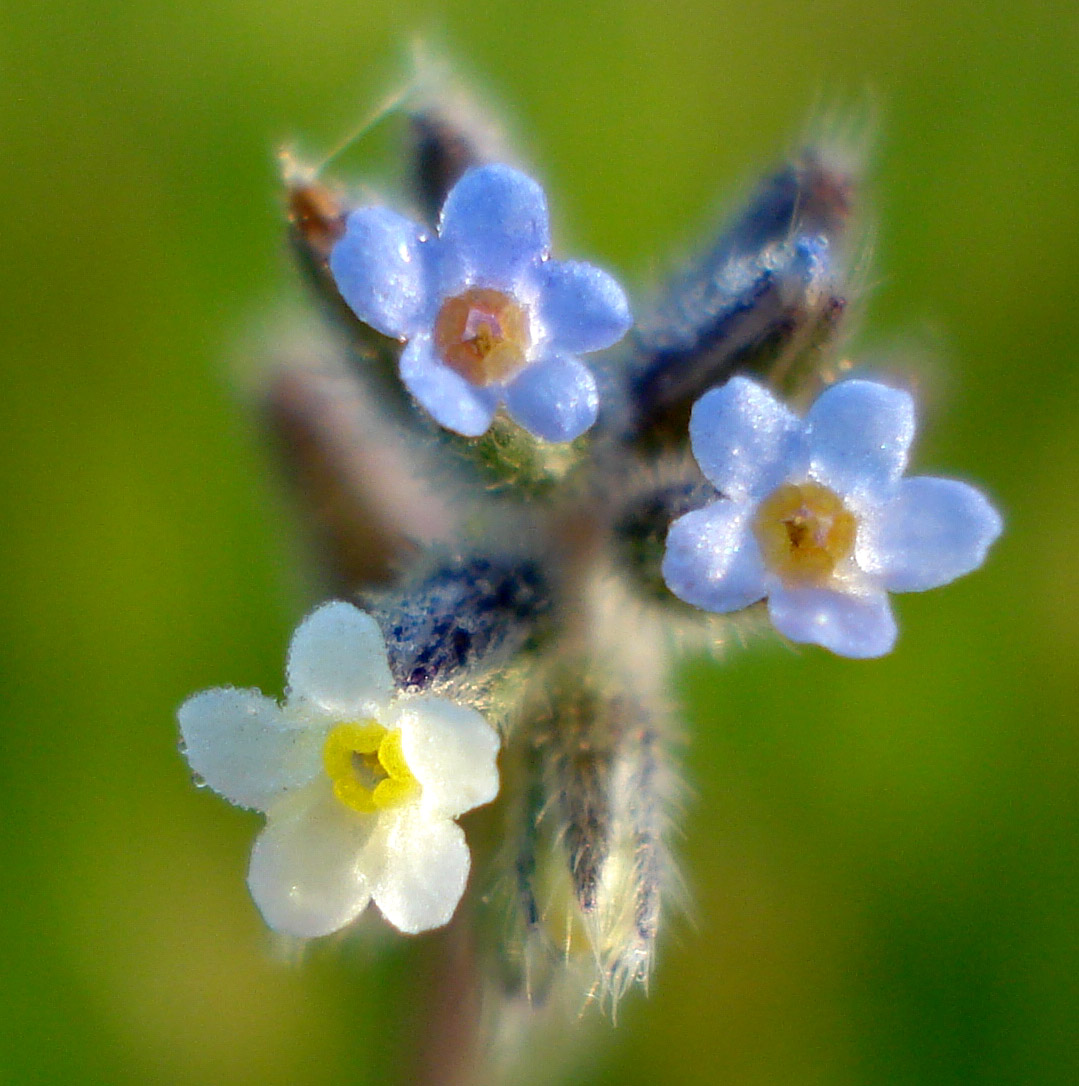
Ausschnitt eines Blütenstandes mit Blüten in unterschiedlichen Farben

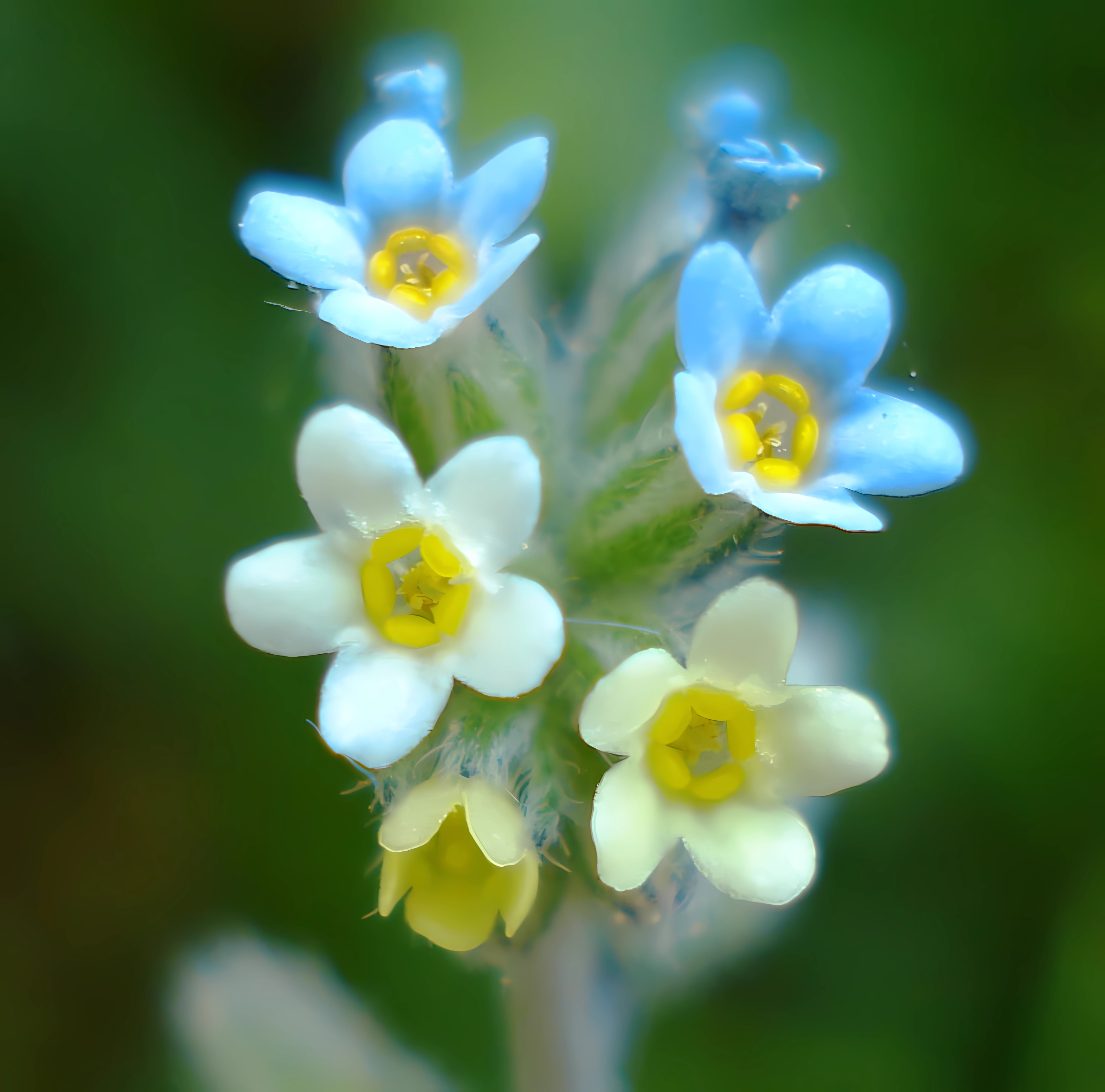
Ausschnitt eines Blütenstandes mit Blüten in unterschiedlichen Farben

## Vorkommen und Gefährdung
Myosotis discolor ist in Europa von Island bis Spanien, bis Rumänien und die Ukraine, in Nordafrika, auf den Kanarischen Inseln, Oberitalien und östlich bis Kroatien verbreitet. Darüber hinaus kommt die Art in Nordafrika, in der Türkei und auf Zypern vor. Sie steigt im marokkanischen Atlasgebirge bis 1400 Meter Meereshöhe auf.
Das Bunte Vergissmeinnicht ist ein subatlantisches Florenelement. In Österreich ist es selten und gefährdet, in der Schweiz sehr selten. Das Bunte Vergissmeinnicht kommt zerstreut im nördlichen und mittleren Deutschland vor; nach Osten und Süden nimmt es stark ab und ist selten anzutreffen. Das Bunte Vergissmeinnicht wurde 1996 in der Roten Liste der gefährdeten Pflanzenarten Deutschlands mit Kategorie 3 = gefährdet bewertet.
Das Bunte Vergissmeinnicht wächst in Sandrasen, im Saum von Ginstergebüschen oder Kiefernbeständen, an Weg- sowie an Ackerrändern. Es bevorzugt offene, mäßig trockene, basenarme, mäßig saure, lockere Sand- und Steingrusböden in wintermilden Tieflagen. Es ist ein Kalkflüchter. Es ist eine Charakterart des Verbandes der Kleinschmielenrasen (Thero-Airion), kommt aber auch in Gesellschaften der Lämmerkrautäcker (Arnoseridenion) vor.
Die ökologischen Zeigerwerte nach Landolt et al. 2010 sind in der Schweiz: Feuchtezahl F = 2 (mäßig trocken), Lichtzahl L = 4 (hell), Reaktionszahl R = 4 (neutral bis basisch), Temperaturzahl T = 4+ (warm-kollin), Nährstoffzahl N = 2 (nährstoffarm), Kontinentalitätszahl K = 2 (subozeanisch).

## Systematik
Die Erstveröffentlichung von Myosotis discolor erfolgte 1797 durch Christian Hendrik Persoon. Ein Synonym für Myosotis discolor Pers. ist Myosotis versicolor Sm.
Von Myosotis discolor gibt es etwa vier Unterarten:
- Myosotis discolor Pers. subsp. discolor
- Myosotis discolor subsp. canariensis (Pit.) Grau: Sie kommt nur auf den Kanarischen Inseln und auf Madeira vor.[5]
- Myosotis discolor subsp. dubia (Arrond.) Blaise (Syn.: Myosotis dubia Arrond.; Myosotis agnetis Sennen): Sie kommt von den Azoren und Marokko durch Westeuropa, Südeuropa, in Island, Norwegen, Dänemark, Deutschland, Belgien, den Niederlanden und Frankreich vor.[5]
- Myosotis discolor subsp. rosmatina Valdés: Sie kommt nur in Spanien vor und wurde 2008 erstbeschrieben.[5]